# سيمون بونزي
سيمون بونزي (بالإيطالية: Simone Ponzi)‏ (و. 1987  م) هو راكب دراجة هوائية إيطالي، شارك في طواف إيطاليا 2014.

## سباقات أو مراحل فاز بها
| التاريخ        | السباق                                       | المركز                      |
| -------------- | -------------------------------------------- | --------------------------- |
| 01 يناير 2008  | سباق الطريق لأقل من سنة في بطولة العالم 2008 |                             |
| 01 يناير 2011  | 2011 Grand Prix Kranj                        | الفائز في التصنيف العام     |
| 19 فبراير 2011 | تروفيو لايقويليا 2011                        |                             |
| 14 أغسطس 2011  | طواف إينكو 2011                              | السادس في تصنيف أفضل شاب    |
| 17 أغسطس 2011  | 2011 Coppa Ugo Agostoni                      |                             |
| 21 أغسطس 2011  | طواف فاتينفول 2011                           | الرابع في التصنيف العام     |
| 04 سبتمبر 2011 | 2011 Giro della Romagna                      |                             |
| 09 سبتمبر 2011 | جائزة كيبيك الكبرى للدراجات 2011             | السابع في التصنيف العام     |
| 02 مارس 2013   | ستراد بينك 2013                              | المرتبة 12 في التصنيف العام |
| 21 أغسطس 2013  | 2013 Coppa Ugo Agostoni                      |                             |
| 15 سبتمبر 2013 | جائزة مونتريال الكبرى للدراجات 2013          | الثاني في التصنيف العام     |
| 02 فبراير 2014 | غران بريميو ديلا كوستا إتروششي 2014          |                             |
| 16 مارس 2014   | دفارز دور درينثي 2014                        |                             |
| 20 مارس 2014   | طواف نوبيلي 2014                             |                             |
| 16 سبتمبر 2014 | كوبا بيرنوشي 2014                            |                             |
| 17 سبتمبر 2014 | 2014 Coppa Ugo Agostoni                      |                             |
| 19 مارس 2015   | طواف نوبيلي 2015                             |                             |

## روابط خارجية
- سيمون بونزي على موقع الاتحاد الدولي للدراجات (الإنجليزية)
- سيمون بونزي على موقع أرشيف الدراجات (الإنجليزية)
- سيمون بونزي على موقع إحصائيات الدراجات الإحترافية (الإنجليزية)
- سيمون بونزي على موقع نسبة الدراجات (الإنجليزية)
- سيمون بونزي على موقع CycleBase (الإنجليزية)